# Лукьяновское сельское поселение (Приморский край)
Лукьяновское се́льское поселе́ние — сельское поселение в Красноармейском районе Приморского края.
Административный центр — село Лукьяновка.

## История
Статус и границы сельского поселения установлены Законом Приморского края от 9 августа 2004 года № 137-кз «О Красноармейском муниципальном районе»

## Население
| 2010 | 2011 | 2012 | 2013 | 2014 | 2015 | 2016 |
| ---- | ---- | ---- | ---- | ---- | ---- | ---- |
| 985  | ↘980 | ↘913 | ↘876 | ↘863 | ↘820 | ↘804 |
| 2017 | 2018 | 2019 | 2020 | 2021 |      |      |
| ↘758 | ↘728 | ↘689 | ↘667 | ↘624 |      |      |

## Состав сельского поселения
В состав сельского поселения входят 6 населённых пунктов:
| № | Населённый пункт | Тип населённого пункта       | Население |
| - | ---------------- | ---------------------------- | --------- |
| 1 | Вербовка         | село                         | ↘61       |
| 2 | Гоголевка        | село                         | ↘237      |
| 3 | Гончаровка       | село                         | ↘262      |
| 4 | Лукьяновка       | село, административный центр | ↘355      |
| 5 | Покровка         | село                         | ↘20       |
| 6 | Саровка          | село                         | ↘50       |

## Местное самоуправление
Администрация
Адрес: 692192, с. Лукьяновка, ул. Центральная, 1. Телефон: 8 (42359) 25-2-58
Глава администрации
- Костенко Татьяна Ивановна